# En pièces détachées (téléthéâtre)
 (octobre 2021).
Si vous disposez d'ouvrages ou d'articles de référence ou si vous connaissez des sites web de qualité traitant du thème abordé ici, merci de compléter l'article en donnant les références utiles à sa vérifiabilité et en les liant à la section « Notes et références ».
Pour plus de détails, voir Fiche technique et Distribution.
En pièces détachées est une pièce de téléthéâtre québécoise créée et scénarisée par Michel Tremblay, réalisée par Paul Blouin, et diffusée le 7 mars 1971 dans le cadre de Les Beaux Dimanches à la Télévision de Radio-Canada.

## Synopsis
Sous les regards et les commentaires du voisinage, se déroule le quotidien de Montréalais issus du milieu ouvrier des années 60. Au restaurant Nick's, au bar du Coconut Inn et dans le salon d'une famille qui suffoque dans la misère et la pauvreté. C'est le drame d'une collectivité en état de crise.
On y retrouve plusieurs des personnages chers à Michel Tremblay, notamment celui de Thérèse et des membres de sa famille immédiate (sa mère, son frère, son mari et sa fille). Les voisines les épient et se moquent d’eux; nous assistons au déroulement de leur vie quotidienne pendant qu’ils se voient les uns les autres à travers leur folie respective.

## Fiche technique
- Réalisation : Paul Blouin
- Auteur et scénariste : Michel Tremblay
- Musique originale : Pierre Leduc
- Prise de son : Normand Blier
- Éclairage : Jean-Guy Corbeil
- Photographe de plateau : André Le Coz
- Maquillages : Jacques Lafleur
- Costumes : Claudette Picard
- Décors : Gabriel H. Perrault
- Direction technique : Michel Caron
- Société de production : Société Radio-Canada
- Durée : 117 minutes

## Distribution
- Luce Guilbeault : Thérèse
- Hélène Loiselle : Robertine, mère de Thérèse et de Marcel
- Christine Olivier : Johanne, fille de Thérèse
- Roger Garand : Gérard, mari de Thérèse
- Claude Gai : Marcel, frère de Thérèse
- Jean Duceppe : Maurice, propriétaire du Bar du Coconut Inn
- Monique Miller : Lucille, barmaid au Bar du Coconut Inn
- Sophie Clément : Mado, serveuse du restaurant Nick’s
- Micheline Pomrenski : Lise, serveuse du restaurant Nick’s
- Jean Archambault : Tooth-Pick, bras droit de Maurice
- Sylvie Heppel : Madame Soucy, une voisine
- Rita Lafontaine : Madame Bernier, une voisine
- Suzanne Langlois : Madame Ménard, une voisine
- Colette Courtois : Madame Monette, une voisine
- Yolande Roy : Madame Beaulieu, une voisine
- Colette Devlin : Madame Tremblay, une voisine
- Monique Joly : Carmen, une voisine
- Germaine Giroux : une voisine
- Micheline Gérin : une voisine
- Nana de Varennes : une voisine
- Anne-Marie Ducharme : une voisine
- Nicole Leblanc : chanteuse du trio des ‘Aurores Sisters’
- Odette Gagnon : chanteuse du trio des ‘Aurores Sisters’
- Monique Rioux : chanteuse du trio des ‘Aurores Sisters’
- Jacques Bilodeau : Maître de cérémonie au Bar du Coconut Inn
- Ernest Guimond : Paul, employé du Bar du Coconut Inn